# Coppa del Mondo di salto con gli sci 2003
La Coppa del Mondo di salto con gli sci 2003, ventiquattresima edizione della manifestazione organizzata dalla Federazione Internazionale Sci, ebbe inizio il 29 novembre 2002 a Kuusamo, in Finlandia, e si concluse il 23 marzo 2003 a Planica, in Slovenia. Furono disputate 27 delle 28 gare individuali previste, tutte maschili, in 17 differenti località: 23 su trampolino lungo, 4 su trampolino per il volo (nessuna su trampolino normale). Furono inserite nel calendario 2 gare a squadre, valide ai fini della classifica per nazioni.
Nel corso della stagione si tennero in Val di Fiemme i Campionati mondiali di sci nordico 2003, non validi ai fini della Coppa del Mondo, il cui calendario contemplò dunque un'interruzione tra i mesi di febbraio e marzo.
Il polacco Adam Małysz si aggiudicò sia la coppa di cristallo, il trofeo assegnato al vincitore della classifica generale, sia il Nordic Tournament; il finlandese Janne Ahonen vinse il Torneo dei quattro trampolini. Małysz era il detentore uscente della Coppa generale, Sven Hannawald del Torneo.

## Risultati
| Data                          | Località               | Nazione   | Trampolino                | Spec. | Primo                                                                        | Secondo                                                                         | Terzo                                                                         |
| ----------------------------- | ---------------------- | --------- | ------------------------- | ----- | ---------------------------------------------------------------------------- | ------------------------------------------------------------------------------- | ----------------------------------------------------------------------------- |
| 29 novembre 2002              | Kuusamo                | Finlandia | Rukatunturi K120          | LH    | Primož Peterka                                                               | Adam Małysz                                                                     | Janne Ahonen                                                                  |
| 30 novembre 2002              | Kuusamo                | Finlandia | Rukatunturi K120          | LH    | Andreas Widhölzl                                                             | Janne Ahonen                                                                    | Primož Peterka                                                                |
| 7 dicembre 2002               | Trondheim              | Norvegia  | Granåsen K120             | LH    | Martin Höllwarth                                                             | Sigurd Pettersen                                                                | Michael Uhrmann                                                               |
| 8 dicembre 2002               | Trondheim              | Norvegia  | Granåsen K120             | LH    | Sigurd Pettersen                                                             | Michael Uhrmann                                                                 | Martin Höllwarth                                                              |
| 14 dicembre 2002              | Titisee-Neustadt       | Germania  | Hochfirst K120            | LH    | Martin Höllwarth                                                             | Sigurd Pettersen                                                                | Adam Małysz                                                                   |
| 15 dicembre 2002              | Titisee-Neustadt       | Germania  | Hochfirst K120            | LH    | Martin Höllwarth                                                             | Andreas Goldberger                                                              | Andreas Kofler                                                                |
| 21 dicembre 2002              | Engelberg              | Svizzera  | Gross-Titlis-Schanze K120 | LH    | Janne Ahonen                                                                 | Mathias Hafele                                                                  | Sven Hannawald                                                                |
| 22 dicembre 2002              | Engelberg              | Svizzera  | Gross-Titlis-Schanze K120 | LH    | Sven Hannawald                                                               | Andreas Widhölzl                                                                | Andreas Goldberger                                                            |
| Torneo dei quattro trampolini |                        |           |                           |       |                                                                              |                                                                                 |                                                                               |
| 29 dicembre 2002              | Oberstdorf             | Germania  | Schattenberg K115         | LH    | Sven Hannawald                                                               | Martin Höllwarth                                                                | Janne Ahonen                                                                  |
| 1º gennaio 2003               | Garmisch-Partenkirchen | Germania  | Große Olympiaschanze K115 | LH    | Primož Peterka                                                               | Andreas Goldberger Adam Małysz                                                  |                                                                               |
| 4 gennaio 2003                | Innsbruck              | Austria   | Bergisel K120             | LH    | Janne Ahonen                                                                 | Florian Liegl                                                                   | Martin Höllwarth                                                              |
| 6 gennaio 2003                | Bischofshofen          | Austria   | Paul Ausserleitner K120   | LH    | Bjørn Einar Romøren                                                          | Sven Hannawald Andreas Kofler                                                   |                                                                               |
| 11 gennaio 2003               | Liberec                | Rep. Ceca | Ještěd K120               | LH    | Thomas Morgenstern                                                           | Andreas Widhölzl                                                                | Jakub Janda                                                                   |
| 12 gennaio 2003               | Liberec                | Rep. Ceca | Ještěd K120               | LH    | annullata                                                                    | annullata                                                                       | annullata                                                                     |
| 18 gennaio 2003               | Zakopane               | Polonia   | Wielka Krokiew K120       | LH    | Sven Hannawald                                                               | Florian Liegl                                                                   | Adam Małysz                                                                   |
| 19 gennaio 2003               | Zakopane               | Polonia   | Wielka Krokiew K120       | LH    | Sven Hannawald                                                               | Florian Liegl                                                                   | Adam Małysz                                                                   |
| 23 gennaio 2003               | Hakuba                 | Giappone  | Hakuba K120               | LH    | Christian Nagiller                                                           | Matti Hautamäki                                                                 | Hideharu Miyahira                                                             |
| 25 gennaio 2003               | Sapporo                | Giappone  | Ōkurayama K120            | LH    | Roar Ljøkelsøy                                                               | Christian Nagiller                                                              | Bjørn Einar Romøren                                                           |
| 26 gennaio 2003               | Sapporo                | Giappone  | Ōkurayama K120            | LH    | Sigurd Pettersen                                                             | Andreas Widhölzl                                                                | Florian Liegl                                                                 |
| 1º febbraio 2003              | Tauplitz               | Austria   | Kulm K185                 | FH    | Florian Liegl                                                                | Sven Hannawald                                                                  | Adam Małysz                                                                   |
| 2 febbraio 2003               | Tauplitz               | Austria   | Kulm K185                 | FH    | Sven Hannawald                                                               | Florian Liegl                                                                   | Matti Hautamäki                                                               |
| 8 febbraio 2003               | Willingen              | Germania  | Mühlenkopf K130           | LH    | Sven Hannawald                                                               | Andreas Widhölzl                                                                | Florian Liegl                                                                 |
| 9 febbraio 2003               | Willingen              | Germania  | Mühlenkopf K130           | LH    | Noriaki Kasai                                                                | Hideharu Miyahira                                                               | Robert Kranjec                                                                |
| 8 marzo 2003                  | Oslo                   | Norvegia  | Holmenkollen K115         | TL    | Austria Thomas Morgenstern Christian Nagiller Florian Liegl Andreas Widhölzl | Finlandia Veli-Matti Lindström Tami Kiuru Arttu Lappi Matti Hautamäki           | Germania Georg Späth Michael Uhrmann Martin Schmitt Sven Hannawald            |
| Nordic Tournament             |                        |           |                           |       |                                                                              |                                                                                 |                                                                               |
| 9 marzo 2003                  | Oslo                   | Norvegia  | Holmenkollen K115         | LH    | Adam Małysz                                                                  | Florian Liegl Roar Ljøkelsøy                                                    |                                                                               |
| 14 marzo 2003                 | Lahti                  | Finlandia | Salpausselkä K116         | LH    | Adam Małysz                                                                  | Matti Hautamäki                                                                 | Sven Hannawald                                                                |
| 15 marzo 2003                 | Lahti                  | Finlandia | Salpausselkä K116         | LH    | Adam Małysz                                                                  | Matti Hautamäki                                                                 | Tami Kiuru                                                                    |
| 21 marzo 2003                 | Planica                | Slovenia  | Letalnica K185            | TL    | Finlandia Veli-Matti Lindström Janne Ahonen Tami Kiuru Matti Hautamäki       | Norvegia Henning Stensrud Bjørn Einar Romøren Roar Ljøkelsøy Tommy Ingebrigtsen | Austria Thomas Morgenstern Stefan Thurnbichler Florian Liegl Andreas Widhölzl |
| 22 marzo 2003                 | Planica                | Slovenia  | Letalnica K185            | FH    | Matti Hautamäki                                                              | Adam Małysz                                                                     | Martin Höllwarth                                                              |
| 23 marzo 2003                 | Planica                | Slovenia  | Letalnica K185            | FH    | Matti Hautamäki                                                              | Sven Hannawald                                                                  | Hideharu Miyahira                                                             |

Legenda:

LH = trampolino lungo

FH = volo con gli sci

TL = gara a squadre

## Classifiche

### Generale
| Pos. | Nome             | Nazione   | Punti |
| ---- | ---------------- | --------- | ----- |
| 1    | Adam Małysz      | Polonia   | 1357  |
| 2    | Sven Hannawald   | Germania  | 1235  |
| 3    | Andreas Widhölzl | Austria   | 1028  |
| 4    | Janne Ahonen     | Finlandia | 1016  |
| 5    | Florian Liegl    | Austria   | 986   |
| 6    | Martin Höllwarth | Austria   | 925   |
| 7    | Primož Peterka   | Slovenia  | 805   |
| 8    | Matti Hautamäki  | Finlandia | 797   |
| 9    | Roar Ljøkelsøy   | Norvegia  | 757   |
| 10   | Sigurd Pettersen | Norvegia  | 747   |

### Torneo dei quattro trampolini

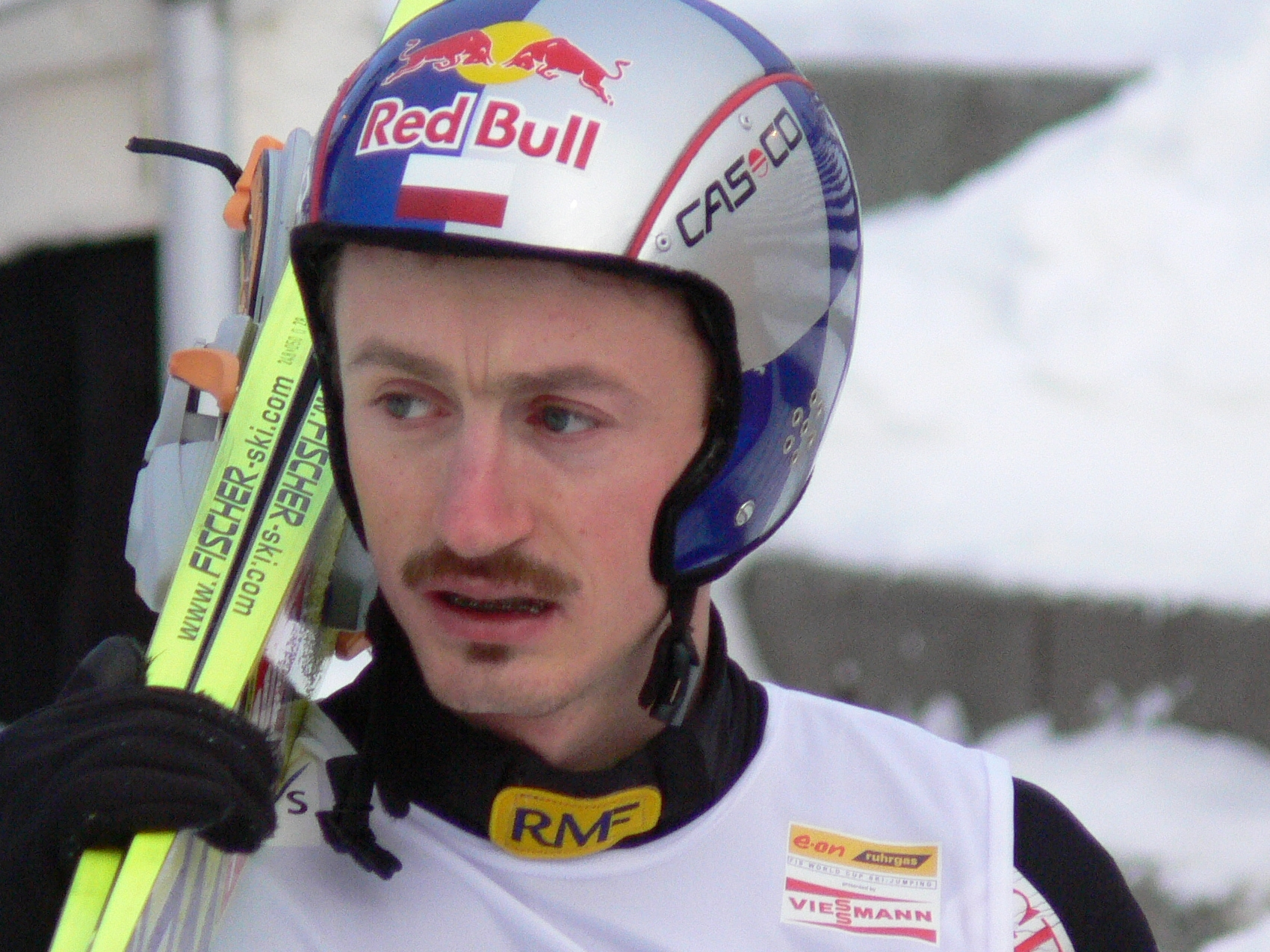
Adam Małysz

| Pos. | Nome           | Nazione   | Punti |
| ---- | -------------- | --------- | ----- |
| 1    | Janne Ahonen   | Finlandia | 1000  |
| 2    | Sven Hannawald | Germania  | 976   |
| 3    | Adam Małysz    | Polonia   | 960   |
| 4    | Andreas Kofler | Austria   | 958   |
| 5    | Primož Peterka | Slovenia  | 955   |

### Nordic Tournament
| Pos. | Nome             | Nazione   | Punti |
| ---- | ---------------- | --------- | ----- |
| 1    | Adam Małysz      | Polonia   | 300   |
| 2    | Matti Hautamäki  | Finlandia | 210   |
| 3    | Tami Kiuru       | Finlandia | 139   |
| 4    | Florian Liegl    | Austria   | 127   |
| 5    | Martin Höllwarth | Austria   | 116   |

### Nazioni

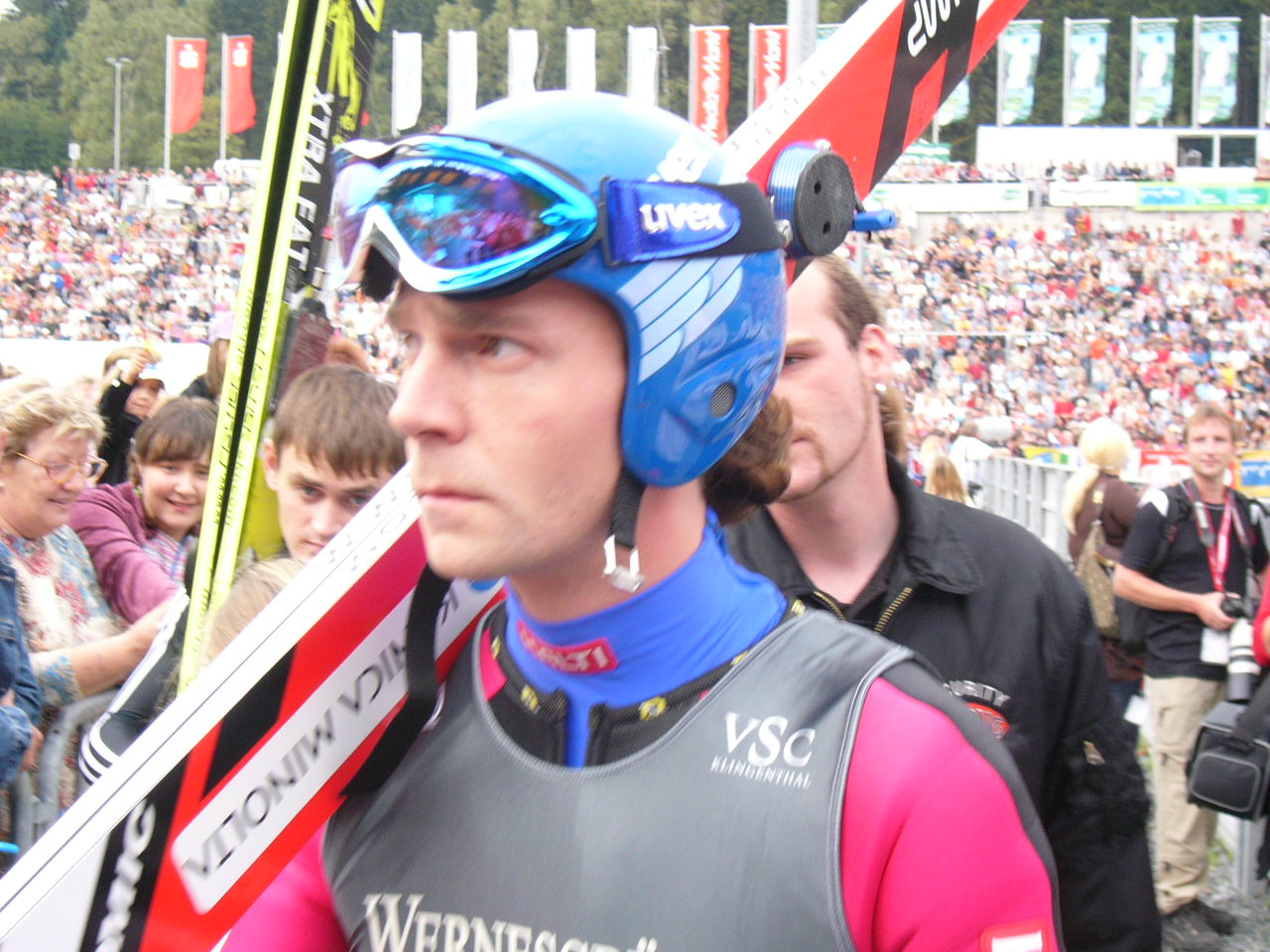
Janne Ahonen

| Pos. | Nazione   | Punti |
| ---- | --------- | ----- |
| 1    | Austria   | 6117  |
| 2    | Finlandia | 3716  |
| 3    | Norvegia  | 3237  |
| 4    | Germania  | 3101  |
| 5    | Slovenia  | 2315  |